# Onthophagus ratchasimaensis
Onthophagus ratchasimaensis es una especie de insecto del género Onthophagus, familia Scarabaeidae, orden Coleoptera.

Fue descrita científicamente por Masumoto, Hanboonsong & Ochi en 2002.